# Hokej na lodzie na Zimowej Uniwersjadzie 2023 – turniej mężczyzn
Turniej mężczyzn będzie rozgrywany po raz dwudziesty szósty w historii. Uczestniczyć będzie w nim dwanaście zespołów. Rozgrywki zostały podzielone na dwie fazy. Najpierw rozgrywana była faza grupowa, w której zespoły zostały podzielone na dwie sześciozespołowe grupy, po czym dwie najlepsze ekipy z każdej z grup, awansują do półfinałów.

## Faza grupowa
Grupa A
| 11 stycznia 2023 | Japonia | 8:3 | Łotwa | Roos House At SUNY Canton, Canton |

| Szczegóły      | Szczegóły | Szczegóły       | Szczegóły                                                          | Szczegóły                                                                              |
| -------------- | --- | --------------- | ------------------------------------------------------------------ | -------------------------------------------------------------------------------------- |
| Godzina: 16:30 | R. Miura (PP) 06:13 E. Ando (EQ) 20:22 T. Abe (EQ) 27:11 T. Takebe (PP) 31:29 T. Nakajima (EQ) 35:15 R. Miura (EQ) 42:45 J. Kawagishi (EQ) 44:16 S. Mutai (EQ/ENG) 57:54 | (1:1, 4:0, 3:2) | 08:17 (PP) E. A. Kazaks 41:55 (EQ) R. Ciprus 42:30 (EQ) A. Biskins | Sędzia główny: Marek Zak Gergely Korbuly Sędziowie liniowi: David Szabo Peter Jedlicka |
| Godzina: 16:30 | 10 min. kar |                 | 10 min. kar                                                        | Sędzia główny: Marek Zak Gergely Korbuly Sędziowie liniowi: David Szabo Peter Jedlicka |

| 12 stycznia 2023 | Szwecja | 2:7 | Czechy | Roos House At SUNY Canton, Canton |

| Szczegóły      | Szczegóły                                   | Szczegóły       | Szczegóły | Szczegóły                                                                                  |
| -------------- | ------------------------------------------- | --------------- | --- | ------------------------------------------------------------------------------------------ |
| Godzina: 09:30 | F. Granqvist (PP) 01:59 T. Skold (EQ) 20:42 | (1:4, 1:1, 0:2) | 03:50 (EQ) L. Prasek 05:31 (PP) T. Hajic 12:10 (EQ) J. Wojnar 14:58 (EQ) J. Hasman 38:46 (EQ) J. Hasman 46:23 (EQ) V. Komárek 50:33 (EQ) J. Wojnar | Sędzia główny: Loic Ruprecht Mikhail Stupak Sędziowie liniowi: Peter Jedlicka Go Hashimoto |
| Godzina: 09:30 | 8 min. kar                                  |                 | 4 min. kar | Sędzia główny: Loic Ruprecht Mikhail Stupak Sędziowie liniowi: Peter Jedlicka Go Hashimoto |

| 12 stycznia 2023 | Ukraina | 1:6 | Kanada | Roos House At SUNY Canton, Canton |

| Szczegóły      | Szczegóły                  | Szczegóły       | Szczegóły | Szczegóły                                                                                    |
| -------------- | -------------------------- | --------------- | --- | -------------------------------------------------------------------------------------------- |
| Godzina: 13:00 | H. Kriwoszapkin (EQ) 52:03 | (0:0, 0:2, 1:4) | 28:48 (EQ) Z. Lavigne 31:51 (EQ) A. Keating 42:48 (EQ) T. Hylland 51:15 (EQ) M. Struthers 55:33 (EQ) T. Hylland 58:29 (PP) M. Struthers | Sędzia główny: Maris Locans Park Jae-hyung Sędziowie liniowi: Renars Davidonis Bryan Gorcoff |
| Godzina: 13:00 | 10 min. kar                |                 | 6 min. kar | Sędzia główny: Maris Locans Park Jae-hyung Sędziowie liniowi: Renars Davidonis Bryan Gorcoff |

| 13 stycznia 2023 | Kanada | 10:2 | Szwecja | Roos House At SUNY Canton, Canton |

| Szczegóły      | Szczegóły | Szczegóły       | Szczegóły                                | Szczegóły                                                                                        |
| -------------- | --- | --------------- | ---------------------------------------- | ------------------------------------------------------------------------------------------------ |
| Godzina: 13:00 | L. M. Hawel (PP) 02:47 T. Hylland (EQ) 08:55 J. Dmytriw (EQ) 28:32 T.J. Shea (EQ) 35:31 B. T. Davis (EQ) 35:43 A. J. Coxhead (EQ) 38:40 L. M. Hawel (EQ) 46:42 B. T. Davis (EQ) 47:18 J. Paquette (EQ) 52:03 B. T. Davis (EQ) 53:55 | (2:1, 4:0, 4:1) | 14:47 (PP) F. Naas 42:47 (EQ) A. Larsson | Sędzia główny: Mikhail Stupak Walker Holton Sędziowie liniowi: Tatsuki Watanabe Dominik Schlegel |
| Godzina: 13:00 | 8 min. kar |                 | 14 min. kar                              | Sędzia główny: Mikhail Stupak Walker Holton Sędziowie liniowi: Tatsuki Watanabe Dominik Schlegel |

| 13 stycznia 2023 | Czechy | 5:1 | Japonia | Roos House At SUNY Canton, Canton |

| Szczegóły      | Szczegóły                                                                                                | Szczegóły       | Szczegóły            | Szczegóły                                                                         |
| -------------- | --- | --------------- | -------------------- | --------------------------------------------------------------------------------- |
| Godzina: 16:30 | P. Vasicek (PP) 26:44 M. Novák (EQ) 33:40 V. Komárek (EQ) 47:43 Š. Kučera (PP) 53:25 Š. Turek (EQ) 57:28 | (0:1, 2:0, 3:0) | 07:31 (EQ) R. Morita | Sędzia główny: Marek Zak Loic Ruprecht Sędziowie liniowi: Sean Hagen Choi Do-yeon |
| Godzina: 16:30 | 4 min. kar                                                                                               |                 | 16 min. kar          | Sędzia główny: Marek Zak Loic Ruprecht Sędziowie liniowi: Sean Hagen Choi Do-yeon |

| 14 stycznia 2023 | Łotwa | 3:2 pd. | Ukraina | Roos House At SUNY Canton, Canton |

| Szczegóły      | Szczegóły                                                     | Szczegóły            | Szczegóły                                        | Szczegóły                                                                                       |
| -------------- | ------------------------------------------------------------- | -------------------- | ------------------------------------------------ | ----------------------------------------------------------------------------------------------- |
| Godzina: 16:30 | R. Ligis (PP) 43:50 R. Ligis (PP) 54:42 D. Vilmans (PP) 64:59 | (0:1, 0:0, 2:1, 1:0) | 08:38 (EQ) H. Kriwoszapkin 54:15 (PP) D. Borodaj | Sędzia główny: Gergely Korbuly Mikhail Stupak Sędziowie liniowi: Dominik Schlegel Bryan Gorcoff |
| Godzina: 16:30 | 22 min. kar                                                   |                      | 16 min. kar                                      | Sędzia główny: Gergely Korbuly Mikhail Stupak Sędziowie liniowi: Dominik Schlegel Bryan Gorcoff |

| 15 stycznia 2023 | Kanada | 8:2 | Japonia | Roos House At SUNY Canton, Canton |

| Szczegóły      | Szczegóły | Szczegóły       | Szczegóły                              | Szczegóły                                                                                  |
| -------------- | --- | --------------- | -------------------------------------- | ------------------------------------------------------------------------------------------ |
| Godzina: 09:30 | A. Keating (EQ) 07:20 A. Keating (PP) 15:14 A. M. McCormick (EQ) 17:47 B. T. Davis (PP) 18:08 Z. Lavigne (EQ) 20:27 B. W. Gilmour (EQ) 24:15 K. N. Bollers (EQ) 41:33 J. Yantsis (EQ) 58:13 | (4:0, 2:0, 2:2) | 45:54 (EQ) J. Owa 57:34 (EQ) Y. Kamada | Sędzia główny: Johan Wedin Gergely Korbuly Sędziowie liniowi: Renars Davidonis David Szabo |
| Godzina: 09:30 | 6 min. kar |                 | 12 min. kar                            | Sędzia główny: Johan Wedin Gergely Korbuly Sędziowie liniowi: Renars Davidonis David Szabo |

| 15 stycznia 2023 | Czechy | 3:4 pk. | Łotwa | Roos House At SUNY Canton, Canton |

| Szczegóły      | Szczegóły                                                     | Szczegóły                 | Szczegóły                                                                           | Szczegóły                                                                           |
| -------------- | ------------------------------------------------------------- | ------------------------- | ----------------------------------------------------------------------------------- | ----------------------------------------------------------------------------------- |
| Godzina: 13:00 | M. Novák (PP) 12:41 V. Komárek (EQ) 25:02 Š. Turek (EQ) 50:25 | (1:2, 1:1, 1:0, 0:0, 0:1) | 00:26 (EQ) R. Ligis 02:30 (EQ) R. Ligis 35:38 (PP2) K. Ziemins 65:00 (GWG) R. Ligis | Sędzia główny: Walker Holton Marek Zak Sędziowie liniowi: Sean Hagen Peter Jedlicka |
| Godzina: 13:00 | 39 min. kar                                                   |                           | 9 min. kar                                                                          | Sędzia główny: Walker Holton Marek Zak Sędziowie liniowi: Sean Hagen Peter Jedlicka |

| 16 stycznia 2023 | Ukraina | 12:2 | Szwecja | Roos House At SUNY Canton, Canton |

| Szczegóły      | Szczegóły | Szczegóły       | Szczegóły                                   | Szczegóły                                                                                |
| -------------- | --- | --------------- | ------------------------------------------- | ---------------------------------------------------------------------------------------- |
| Godzina: 20:00 | M. Simczuk (EQ) 02:50 N. Rużnikow (EQ) 03:30 D. Borodaj (EQ) 04:44 A. Cełohorodczew (EQ) 06:46 H. Kriwoszapkin (PP) 30:10 A. Hraboweckij (EQ) 32:13 W. Mazur (EQ) 32:59 M. Simczuk (EQ) 41:09 A. Cełohorodczew (PP) 47:02 W. Mazur (PP) 53:00 B. Stupak (PP) 55:19 A. Grigoriew (PP) 56:42 | (4:2, 3:0, 5:0) | 19:11 (EQ) P. Elgstam 19:41 (EQ) E. Larsson | Sędzia główny: Marek Zak Gergely Korbuly Sędziowie liniowi: David Szabo Renars Davidonis |
| Godzina: 20:00 | 8 min. kar |                 | 48 min. kar                                 | Sędzia główny: Marek Zak Gergely Korbuly Sędziowie liniowi: David Szabo Renars Davidonis |

| 17 stycznia 2023 | Łotwa | 0:9 | Kanada | Roos House At SUNY Canton, Canton |

| Szczegóły      | Szczegóły   | Szczegóły       | Szczegóły | Szczegóły                                                                                     |
| -------------- | ----------- | --------------- | --- | --------------------------------------------------------------------------------------------- |
| Godzina: 13:00 |             | (0:2, 0:5, 0:2) | 06:08 (PP) M. Struthers 16:07 (EQ) M. Brassard 22:32 (EQ) B. W. Gilmour 25:53 (PP) M. Struthers 30:20 (EQ) T.J. Shea 31:52 (EQ) N. A. King 39:35 (PP) S. Lafrance 45:45 (PP) J. Dmytriw 57:27 (PP) J. Yantsis | Sędzia główny: Goro Terakado Walker Holton Sędziowie liniowi: Dominik Schlegel Peter Jedlicka |
| Godzina: 13:00 | 10 min. kar |                 | 2 min. kar | Sędzia główny: Goro Terakado Walker Holton Sędziowie liniowi: Dominik Schlegel Peter Jedlicka |

| 17 stycznia 2023 | Szwecja | 0:5 | Japonia | Roos House At SUNY Canton, Canton |

| Szczegóły      | Szczegóły   | Szczegóły       | Szczegóły | Szczegóły                                                                                  |
| -------------- | ----------- | --------------- | --- | ------------------------------------------------------------------------------------------ |
| Godzina: 16:30 |             | (0:1, 0:3, 0:1) | 03:19 (PP) T. Nakajima 21:20 (EQ) Y. Kamada 23:01 (PP) T. Takebe 28:06 (PP) Y. Gondaira 52:16 (EQ) Y. Gondaira | Sędzia główny: Park Jae-hyung Maris Locans Sędziowie liniowi: David Szabo Renars Davidonis |
| Godzina: 16:30 | 18 min. kar |                 | 15 min. kar | Sędzia główny: Park Jae-hyung Maris Locans Sędziowie liniowi: David Szabo Renars Davidonis |

| 18 stycznia 2023 | Kanada | 4:0 | Czechy | Roos House At SUNY Canton, Canton |

| Szczegóły      | Szczegóły                                                                                    | Szczegóły       | Szczegóły   | Szczegóły                                                                              |
| -------------- | -------------------------------------------------------------------------------------------- | --------------- | ----------- | -------------------------------------------------------------------------------------- |
| Godzina: 16:30 | B. T. Davis (PP) 11:29 S. Lafrance (EQ) 15:17 A. J. Coxhead (EQ) 42:39 J. Dmytriw (PP) 47:39 | (2:0, 0:0, 2:0) |             | Sędzia główny: Johan Wedin Marek Zak Sędziowie liniowi: Bryan Gorcoff Renars Davidonis |
| Godzina: 16:30 | 14 min. kar                                                                                  |                 | 20 min. kar | Sędzia główny: Johan Wedin Marek Zak Sędziowie liniowi: Bryan Gorcoff Renars Davidonis |

| 18 stycznia 2023 | Japonia | 4:2 | Ukraina | Roos House At SUNY Canton, Canton |

| Szczegóły      | Szczegóły                                                                      | Szczegóły       | Szczegóły                                         | Szczegóły                                                                                     |
| -------------- | ------------------------------------------------------------------------------ | --------------- | ------------------------------------------------- | --------------------------------------------------------------------------------------------- |
| Godzina: 20:00 | T. Takebe (PP) 13:23 T. Abe (EQ) 18:55 M. Okubo (EQ) 24:21 R. Miura (PP) 47:10 | (2:0, 1:2, 1:0) | 24:04 (EQ) A. Matejczenko 34:27 (PP) J. Panczenko | Sędzia główny: Park Jae-hyung Mikhail Stupak Sędziowie liniowi: Choi Do-yeon Dominik Schlegel |
| Godzina: 20:00 | 10 min. kar                                                                    |                 | 12 min. kar                                       | Sędzia główny: Park Jae-hyung Mikhail Stupak Sędziowie liniowi: Choi Do-yeon Dominik Schlegel |

| 19 stycznia 2023 | Łotwa | 3:5 | Szwecja | Roos House At SUNY Canton, Canton |

| Szczegóły      | Szczegóły                                                           | Szczegóły       | Szczegóły | Szczegóły                                                                                  |
| -------------- | ------------------------------------------------------------------- | --------------- | --- | ------------------------------------------------------------------------------------------ |
| Godzina: 16:30 | A. Biskins (EQ) 36:19 A. Kirsons (PP) 58:45 E. A. Kazaks (PP) 59:51 | (0:1, 1:3, 2:1) | 16:11 (PP) T. Skold 22:08 (PP2) F. Granqvist 28:42 (EQ) P. Elgstam 35:15 (EQ) A. Rundberg 52:52 (EQ/ENG) P. Elgstam | Sędzia główny: Mikhail Stupak Loic Ruprecht Sędziowie liniowi: Go Hashimoto Peter Jedlicka |
| Godzina: 16:30 | 43 min. kar                                                         |                 | 37 min. kar | Sędzia główny: Mikhail Stupak Loic Ruprecht Sędziowie liniowi: Go Hashimoto Peter Jedlicka |

| 19 stycznia 2023 | Czechy | 1:3 | Ukraina | Roos House At SUNY Canton, Canton |

| Szczegóły      | Szczegóły           | Szczegóły       | Szczegóły                                                                     | Szczegóły                                                                                 |
| -------------- | ------------------- | --------------- | ----------------------------------------------------------------------------- | ----------------------------------------------------------------------------------------- |
| Godzina: 20:00 | T. Hajic (PP) 09:22 | (1:0, 0:2, 0:1) | 24:56 (PP) H. Kriwoszapkin 34:32 (EQ) J. Panczenko 53:26 (SH) H. Kriwoszapkin | Sędzia główny: Walker Holton Gergely Korbuly Sędziowie liniowi: David Szabo Bryan Gorcoff |
| Godzina: 20:00 | 10 min. kar         |                 | 12 min. kar                                                                   | Sędzia główny: Walker Holton Gergely Korbuly Sędziowie liniowi: David Szabo Bryan Gorcoff |

Tabela
| Lp. | Zespół  | M | Pkt | Z | Zd | Pd | P | G+ | G- | +/− |
| --- | ------- | - | --- | - | -- | -- | - | -- | -- | --- |
| 1.  | Kanada  | 5 | 15  | 5 | 0  | 0  | 0 | 37 | 5  | +32 |
| 2.  | Japonia | 5 | 9   | 3 | 0  | 0  | 2 | 20 | 18 | +2  |
| 3.  | Ukraina | 5 | 7   | 2 | 0  | 1  | 2 | 20 | 16 | +4  |
| 4.  | Czechy  | 5 | 7   | 2 | 0  | 1  | 2 | 16 | 14 | +2  |
| 5.  | Łotwa   | 5 | 4   | 0 | 2  | 0  | 3 | 13 | 27 | -14 |
| 6.  | Szwecja | 5 | 3   | 1 | 0  | 0  | 4 | 11 | 37 | -26 |

    = awans do półfinałów
Grupa B
| 11 stycznia 2023 | Węgry | 0:4 | Słowacja | Cheel Arena At Clarkson, Potsdam |

| Szczegóły      | Szczegóły   | Szczegóły       | Szczegóły                                                                            | Szczegóły                                                                               |
| -------------- | ----------- | --------------- | ------------------------------------------------------------------------------------ | --------------------------------------------------------------------------------------- |
| Godzina: 13:00 |             | (0:0, 0:2, 0:2) | 25:40 (PP) D. Hílek 32:05 (EQ) P. Sándor 45:26 (EQ) R. Petráš 49:13 (PP) J. Marcinko | Sędzia główny: Goro Terakado Loic Ruprecht Sędziowie liniowi: Choi Do-yeon Go Hashimoto |
| Godzina: 13:00 | 12 min. kar |                 | 6 min. kar                                                                           | Sędzia główny: Goro Terakado Loic Ruprecht Sędziowie liniowi: Choi Do-yeon Go Hashimoto |

| 11 stycznia 2023 | Wielka Brytania | 0:18 | Stany Zjednoczone | Cheel Arena At Clarkson, Potsdam |

| Szczegóły      | Szczegóły  | Szczegóły       | Szczegóły | Szczegóły                                                                               |
| -------------- | ---------- | --------------- | --- | --------------------------------------------------------------------------------------- |
| Godzina: 20:00 |            | (0:6, 0:6, 0:6) | 01:16 (EQ) Q. Green 08:46 (PP) A. Master 09:35 (EQ) Q. Green 13:59 (EQ) M. Hanewall 14:58 (EQ) J. Mulera 19:22 (EQ) J. Jaunich 22:16 (EQ) Z. Heintz 24:01 (EQ) M. Palmer 28:18 (SH) A. Master 31:16 (EQ) Z. Heintz 32:55 (EQ) B. Mark 33:56 (EQ) L. Aquaro 40:37 (EQ) C. Kerner 44:29 (EQ) J. Jaunich 46:24 (EQ) L. Aquaro 46:39 (EQ) J. Mulera 48:13 (SH) S. Ruffin 49:31 (EQ) M. Walinski | Sędzia główny: Johan Wedin Walker Holton Sędziowie liniowi: Sean Hagen Dominik Schlegel |
| Godzina: 20:00 | 4 min. kar |                 | 4 min. kar | Sędzia główny: Johan Wedin Walker Holton Sędziowie liniowi: Sean Hagen Dominik Schlegel |

| 12 stycznia 2023 | Korea Południowa | 1:5 | Kazachstan | Cheel Arena At Clarkson, Potsdam |

| Szczegóły      | Szczegóły           | Szczegóły       | Szczegóły | Szczegóły                                                                                |
| -------------- | ------------------- | --------------- | --- | ---------------------------------------------------------------------------------------- |
| Godzina: 13:00 | Chang M. (EQ) 20:47 | (0:1, 1:4, 0:0) | 05:21 (EQ) A. Nurłan 25:42 (EQ) M. Musorow 34:27 (EQ) K. Połochow 36:35 (PP2) K. Połochow 38:06 (PP) M. Muchamietow | Sędzia główny: Goro Terakado Marek Zak Sędziowie liniowi: Choi Bo-young Tatsuki Watanabe |
| Godzina: 13:00 | 12 min. kar         |                 | 6 min. kar | Sędzia główny: Goro Terakado Marek Zak Sędziowie liniowi: Choi Bo-young Tatsuki Watanabe |

| 13 stycznia 2023 | Kazachstan | 9:1 | Węgry | Cheel Arena At Clarkson, Potsdam |

| Szczegóły      | Szczegóły | Szczegóły       | Szczegóły            | Szczegóły                                                                                  |
| -------------- | --- | --------------- | -------------------- | ------------------------------------------------------------------------------------------ |
| Godzina: 09:30 | A. Korołjow (EQ) 02:13 A. Mangisbajew (EQ) 04:31 M. Musorow (EQ) 07:01 O. Bojko (PP) 12:08 A. Mangisbajew (EQ) 16:29 S. Aleksandrow (EQ) 25:23 S. Danijar (EQ) 29:17 M. Musorow (PP) 34:11 S. Danijar (PP) 49:34 | (5:0, 3:0, 1:1) | 54:26 (EQ) S. Kovács | Sędzia główny: Johan Wedin Maris Locans Sędziowie liniowi: Renars Davidonis Peter Jedlicka |
| Godzina: 09:30 | 6 min. kar |                 | 20 min. kar          | Sędzia główny: Johan Wedin Maris Locans Sędziowie liniowi: Renars Davidonis Peter Jedlicka |

| 13 stycznia 2023 | Słowacja | 14:0 | Wielka Brytania | Cheel Arena At Clarkson, Potsdam |

| Szczegóły      | Szczegóły | Szczegóły       | Szczegóły   | Szczegóły                                                                                  |
| -------------- | --- | --------------- | ----------- | ------------------------------------------------------------------------------------------ |
| Godzina: 20:00 | L. Urbánek (EQ) 00:17 A. Novota (EQ) 00:57 A. Stacho (EQ) 10:13 L. Kuba (EQ) 10:51 M. Magdolen (EQ) 13:27 A. Novota (EQ) 20:50 M. Zemko (PP) 27:24 M. Magdolen (EQ) 29:01 A. Zlocha (EQ) 31:29 M. Magdolen (PP) 35:43 P. Sándor (EQ) 39:49 R. Petráš (EQ) 42:53 L. Kuba (EQ) 49:17 L. Kuba (EQ) 51:45 | (5:0, 6:0, 3:0) |             | Sędzia główny: Park Jae-hyung Gergely Korbuly Sędziowie liniowi: Bryan Gorcoff David Szabo |
| Godzina: 20:00 | 6 min. kar |                 | 10 min. kar | Sędzia główny: Park Jae-hyung Gergely Korbuly Sędziowie liniowi: Bryan Gorcoff David Szabo |

| 14 stycznia 2023 | Stany Zjednoczone | 8:0 | Korea Południowa | Cheel Arena At Clarkson, Potsdam |

| Szczegóły      | Szczegóły | Szczegóły       | Szczegóły   | Szczegóły                                                                                 |
| -------------- | --- | --------------- | ----------- | ----------------------------------------------------------------------------------------- |
| Godzina: 20:00 | Q. Green (EQ) 00:54 P. Morgan (EQ) 03:47 J. Shields (PP) 05:19 J. Mulera (EQ) 07:01 M. Walinski (EQ) 12:04 J. Mulera (EQ) 22:06 J. Jaunich (EQ) 32:07 S. Ruffin (EQ) 50:39 | (5:0, 2:0, 1:0) |             | Sędzia główny: Goro Terakado Johan Wedin Sędziowie liniowi: Tatsuki Watanabe Go Hashimoto |
| Godzina: 20:00 | 2 min. kar |                 | 10 min. kar | Sędzia główny: Goro Terakado Johan Wedin Sędziowie liniowi: Tatsuki Watanabe Go Hashimoto |

| 15 stycznia 2023 | Słowacja | 5:2 | Stany Zjednoczone | Cheel Arena At Clarkson, Potsdam |

| Szczegóły      | Szczegóły | Szczegóły       | Szczegóły                              | Szczegóły                                                                                |
| -------------- | --- | --------------- | -------------------------------------- | ---------------------------------------------------------------------------------------- |
| Godzina: 16:30 | M. Zemko (EQ) 10:35 O. Giertl (EQ) 44:11 J. Marcinko (EQ) 47:55 P. Sándor (EQ) 57:10 P. Sándor (EQ/ENG) 58:44 | (1:0, 0:1, 4:1) | 21:18 (EQ) S. Szmul 58:55 (EQ) J. Ring | Sędzia główny: Maris Locans Mikhail Stupak Sędziowie liniowi: Choi Do-yeon Bryan Gorcoff |
| Godzina: 16:30 | 6 min. kar |                 | 31 min. kar                            | Sędzia główny: Maris Locans Mikhail Stupak Sędziowie liniowi: Choi Do-yeon Bryan Gorcoff |

| 15 stycznia 2023 | Kazachstan | 15:1 | Wielka Brytania | Cheel Arena At Clarkson, Potsdam |

| Szczegóły      | Szczegóły | Szczegóły       | Szczegóły             | Szczegóły                                                                                    |
| -------------- | --- | --------------- | --------------------- | -------------------------------------------------------------------------------------------- |
| Godzina: 20:00 | B. Muratow (EQ) 04:13 B. Muratow (PP) 10:58 M. Muchamietow (EQ) 11:42 W. Łogwin (EQ) 12:38 I. Gawriłenko (PP) 14:02 A. Korołjow (EQ) 16:26 D. Butenko (EQ) 20:20 A. Omirbekow (EQ) 26:51 B. Muratow (EQ) 32:01 R. Demin (EQ) 33:36 A. Kassenow (EQ) 33:59 K. Połochow (EQ) 36:23 I. Gawriłenko (PP2) 37:00 K. Połochow (SH) 52:56 M. Muchamietow (EQ) 58:10 | (6:1, 7:0, 2:0) | 05:27 (EQ) S. Rodgers | Sędzia główny: Park Jae-hyung Loic Ruprecht Sędziowie liniowi: Tatsuki Watanabe Go Hashimoto |
| Godzina: 20:00 | 16 min. kar |                 | 12 min. kar           | Sędzia główny: Park Jae-hyung Loic Ruprecht Sędziowie liniowi: Tatsuki Watanabe Go Hashimoto |

| 16 stycznia 2023 | Korea Południowa | 4:7 | Węgry | Maxcy Hall At SUNY Potsdam, Potsdam |

| Szczegóły      | Szczegóły                                                                    | Szczegóły       | Szczegóły | Szczegóły                                                                                   |
| -------------- | ---------------------------------------------------------------------------- | --------------- | --- | ------------------------------------------------------------------------------------------- |
| Godzina: 13:00 | Jeong H. J. (EQ) 19:04 Mun J. (EQ) 46:23 Kim H. (EQ) 50:18 Kim H. (PP) 57:26 | (1:3, 0:4, 3:0) | 07:48 (EQ) O. Pinczes 08:53 (EQ) A. Nagy 09:30 (EQ) G. L. Molnar 23:23 (EQ) P. N. Toth 36:46 (PP) O. Pinczes 37:01 (EQ) S. Kovács 39:01 (EQ) B. Komaromy | Sędzia główny: Goro Terakado Walker Holton Sędziowie liniowi: Go Hashimoto Tatsuki Watanabe |
| Godzina: 13:00 | 10 min. kar                                                                  |                 | 16 min. kar | Sędzia główny: Goro Terakado Walker Holton Sędziowie liniowi: Go Hashimoto Tatsuki Watanabe |

| 16 stycznia 2023 | Kazachstan | 4:0 | Słowacja | Cheel Arena At Clarkson, Potsdam |

| Szczegóły      | Szczegóły                                                                                     | Szczegóły       | Szczegóły  | Szczegóły                                                                                |
| -------------- | --------------------------------------------------------------------------------------------- | --------------- | ---------- | ---------------------------------------------------------------------------------------- |
| Godzina: 16:30 | M. Muchamietow (PP) 07:26 S. Aleksandrow (PP) 09:56 B. Muratow (EQ) 19:24 O. Bojko (PP) 28:45 | (3:0, 1:0, 0:0) |            | Sędzia główny: Maris Locans Loic Ruprecht Sędziowie liniowi: Sean Hagen Dominik Schlegel |
| Godzina: 16:30 | 18 min. kar                                                                                   |                 | 8 min. kar | Sędzia główny: Maris Locans Loic Ruprecht Sędziowie liniowi: Sean Hagen Dominik Schlegel |

| 17 stycznia 2023 | Węgry | 8:3 | Wielka Brytania | Maxcy Hall At SUNY Potsdam, Potsdam |

| Szczegóły      | Szczegóły | Szczegóły       | Szczegóły                                                        | Szczegóły                                                                             |
| -------------- | --- | --------------- | ---------------------------------------------------------------- | ------------------------------------------------------------------------------------- |
| Godzina: 09:30 | P. N. Toth (EQ) 01:20 M. Alapi (SH) 10:14 A. Csiszer (SH) 17:09 A. Csiszer (EQ) 23:26 O. Pinczes (EQ) 33:14 O. Pinczes (EQ) 36:11 N. V. Banga (EQ) 44:30 A. Csiszer (EQ) 57:40 | (3:0, 3:0, 2:3) | 41:09 (EQ) J. Lutwyche 42:40 (EQ) J. Shaw 54:45 (EQ) J. Lutwyche | Sędzia główny: Johan Wedin Mikhail Stupak Sędziowie liniowi: Choi Bo-young Sean Hagen |
| Godzina: 09:30 | 40 min. kar |                 | 12 min. kar                                                      | Sędzia główny: Johan Wedin Mikhail Stupak Sędziowie liniowi: Choi Bo-young Sean Hagen |

| 18 stycznia 2023 | Stany Zjednoczone | 4:1 | Kazachstan | Cheel Arena At Clarkson, Potsdam |

| Szczegóły      | Szczegóły                                                                                 | Szczegóły       | Szczegóły             | Szczegóły                                                                                 |
| -------------- | ----------------------------------------------------------------------------------------- | --------------- | --------------------- | ----------------------------------------------------------------------------------------- |
| Godzina: 09:30 | M. Hanewall (EQ) 00:55 M. McChesney (EQ) 19:33 M. Hanewall (EQ) 24:13 Q. Green (EQ) 28:14 | (2:1, 2:0, 0:0) | 04:06 (EQ) B. Muratow | Sędzia główny: Gergely Korbuly Loic Ruprecht Sędziowie liniowi: Sean Hagen Peter Jedlicka |
| Godzina: 09:30 | 8 min. kar                                                                                |                 | 2 min. kar            | Sędzia główny: Gergely Korbuly Loic Ruprecht Sędziowie liniowi: Sean Hagen Peter Jedlicka |

| 18 stycznia 2023 | Słowacja | 4:5 pk. | Korea Południowa | Cheel Arena At Clarkson, Potsdam |

| Szczegóły      | Szczegóły                                                                     | Szczegóły                 | Szczegóły                                                                                        | Szczegóły                                                                              |
| -------------- | ----------------------------------------------------------------------------- | ------------------------- | ------------------------------------------------------------------------------------------------ | -------------------------------------------------------------------------------------- |
| Godzina: 13:00 | A. Stacho (EQ) 25:20 L. Kuba (EQ) 26:43 L. Kuba (EQ) 55:48 L. Kuba (PP) 58:40 | (0:2, 2:0, 2:2, 0:0, 0:1) | 04:04 (EQ) Kim J. 17:48 (PP) Kang M. 55:20 (EQ) Kim H. 59:56 (EQ) Mun J. 65:00 (GWG) Jeong H. J. | Sędzia główny: Walker Holton Goro Terakado Sędziowie liniowi: David Szabo Go Hashimoto |
| Godzina: 13:00 | 6 min. kar                                                                    |                           | 10 min. kar                                                                                      | Sędzia główny: Walker Holton Goro Terakado Sędziowie liniowi: David Szabo Go Hashimoto |

| 19 stycznia 2023 | Stany Zjednoczone | 9:1 | Węgry | Cheel Arena At Clarkson, Potsdam |

| Szczegóły      | Szczegóły | Szczegóły       | Szczegóły             | Szczegóły                                                                                    |
| -------------- | --- | --------------- | --------------------- | -------------------------------------------------------------------------------------------- |
| Godzina: 09:30 | L. Aquaro (EQ) 00:59 L. Aquaro (PP) 03:56 M. Walinski (EQ) 21:56 Q. Green (EQ) 23:26 S. Szmul (EQ) 27:47 L. Aquaro (EQ) 32:50 J. Jaunich (EQ) 36:52 M. Hanewall (PP) 40:31 J. Mulera (EQ) 51:49 | (2:0, 5:0, 2:1) | 48:52 (EQ) A. Csiszer | Sędzia główny: Johan Wedin Maris Locans Sędziowie liniowi: Dominik Schlegel Renars Davidonis |
| Godzina: 09:30 | 18 min. kar |                 | 20 min. kar           | Sędzia główny: Johan Wedin Maris Locans Sędziowie liniowi: Dominik Schlegel Renars Davidonis |

| 19 stycznia 2023 | Wielka Brytania | 4:8 | Korea Południowa | Maxcy Hall At SUNY Potsdam, Potsdam |

| Szczegóły      | Szczegóły                                                                           | Szczegóły       | Szczegóły | Szczegóły                                                                                  |
| -------------- | ----------------------------------------------------------------------------------- | --------------- | --- | ------------------------------------------------------------------------------------------ |
| Godzina: 13:00 | J. Shaw (EQ) 23:44 K. Watson (EQ) 35:33 T. Palmer (PP) 39:34 J. Lutwyche (PP) 56:33 | (0:2, 3:3, 1:3) | 03:31 (EQ) Jeong H. J. 14:35 (EQ) Park B. 25:41 (EQ) Kim J. 28:52 (PP) Jeong H. J. 30:29 (SH) Kim H. 48:23 (EQ) Kim J. 56:52 (SH) Kim H. 58:47 (EQ) Park B. | Sędzia główny: Goro Terakado Park Jae-hyung Sędziowie liniowi: Sean Hagen Tatsuki Watanabe |
| Godzina: 13:00 | 8 min. kar                                                                          |                 | 41 min. kar | Sędzia główny: Goro Terakado Park Jae-hyung Sędziowie liniowi: Sean Hagen Tatsuki Watanabe |

Tabela
| Lp. | Zespół            | M | Pkt | Z | Zd | Pd | P | G+ | G- | +/− |
| --- | ----------------- | - | --- | - | -- | -- | - | -- | -- | --- |
| 1.  | Stany Zjednoczone | 5 | 12  | 4 | 0  | 0  | 1 | 41 | 7  | +34 |
| 2.  | Kazachstan        | 5 | 12  | 4 | 0  | 0  | 1 | 34 | 7  | +27 |
| 3.  | Słowacja          | 5 | 10  | 3 | 0  | 1  | 1 | 27 | 11 | +16 |
| 4.  | Węgry             | 5 | 6   | 2 | 0  | 0  | 3 | 17 | 29 | -12 |
| 5.  | Korea Południowa  | 5 | 5   | 1 | 1  | 0  | 3 | 18 | 28 | -10 |
| 6.  | Wielka Brytania   | 5 | 0   | 0 | 0  | 0  | 5 | 8  | 63 | -55 |

    = awans do półfinałów

## Faza pucharowa
Półfinały
| 21 stycznia 2023 | Stany Zjednoczone | 4:3 | Japonia | Olympic Center, Lake Placid |

| Godzina: 09:35 |          | () |          |  |
| Godzina: 09:35 | min. kar |    | min. kar |  |

| 21 stycznia 2023 | Kanada | 4:1 | Kazachstan | Olympic Center, Lake Placid |

| Godzina: 13:05 |          | () |          |  |
| Godzina: 13:05 | min. kar |    | min. kar |  |

Mecz o trzecie miejsce
| 22 stycznia 2023 | Kazachstan | 8:1 | Japonia | Olympic Center, Lake Placid |

| Godzina: 11:00 |          | () |          |  |
| Godzina: 11:00 | min. kar |    | min. kar |  |

Finał
| 22 stycznia 2023 | Kanada | 7:2 | Stany Zjednoczone | Olympic Center, Lake Placid |

| Godzina: 17:00 |          | () |          |  |
| Godzina: 17:00 | min. kar |    | min. kar |  |